# Camogli
Camogli (ligur nyelven Camuggi) település Olaszországban, Liguria régióban, Genova megyében. Lakosainak száma 4977 fő (2023. január 1.). Camogli Portofino, Recco, Santa Margherita Ligure és Rapallo községekkel határos.

## Népesség
A település népességének változása:
| Lakosok száma | 5342 | 5300 | 4977 |
|               | 2017 | 2018 | 2023 |